# Frederik af Nør
Frederik Emil August, prins af Nør (født 23. august 1800, død 2. juli 1865) var søn af Frederik 6.s søster Louise Augusta og hertug Frederik Christian af Augustenborg. Hans mor købte i 1832 godset Nør ved Egernførde til ham, og han kaldte sig herefter prins af Nør. Han havde to søskende: dronning Caroline Amalie af Danmark (1796-1881) og hertug Christian-August af Augustenborg (1798-1869).

## Biografi
Prins Frederik af Nør tjente fra 1825 som officer i Sønderjylland og udnævntes i 1842 til dansk statholder og kommanderende general i hertugdømmerne Slesvig og Holsten. Selvom han blev opdraget med dansk sprog, gik han imod bevarelsen af det danske sprog i Sydslesvig. På trods heraf blev han i 1842 af Christian 8. udnævnt til statholder og kommanderende general i hertugdømmerne.
Han overrumplede den 24. marts 1848 den danske garnison i Rendsborg ved at optræde i dansk uniform og blev efterfølgende krigsminister i den tyske slesvig-holstenske oprørsregering. Det var optakten til treårskrigen. Efter de slesvigske krige produceredes natpotter med portrætter af Frederik af Nør og hans bror Christian-August af Augustenborg i bunden. Han blev landsforvist i 1851 og levede resten af livet forskellige steder i udlandet. I 1864 udnævnte den østrigske kejser Franz Joseph 1. ham til fyrste af Nør.
Han er begravet sammen med sin første hustru på Krusentorp kirkegård (ved Nør).

## Ægteskab
- 1. I 1829 blev han gift med en søster til broderens kone komtesse Henriette Danneskjold-Samsøe (1806-1858). Parret fik sønnen Frederik Christian Carl August (1830-1881), tituleret greve af Nør.
- 2. I 1864 giftede han sig igen med en amerikaner miss Lee (død 1914).